# Psychosociální intervenční tým ČR
Psychosociální intervenční tým ČR (zkráceně PIT ČR) je nestátní organizace působící v oblasti krizové intervence, zejména při mimořádných událostech, neštěstích a katastrofách. Její činnost spočívá v poskytování psychosociální podpory zasaženým osobám, jejich blízkým, ale i zasahujícím složkám integrovaného záchranného systému (IZS).
PIT ČR působí v rámci neformální spolupráce s dalšími složkami krizového řízení, především s policií, zdravotnickou záchrannou službou a hasičským záchranným sborem. Podle odborné literatury je činnost týmu typická kombinací prvků krizové intervence, psychoterapie a sociální práce.
Organizace zahájila svou činnost v roce 2000. Vznikla v reakci na nedostatečné pokrytí psychosociální pomoci v praxi mimořádných událostí v ČR.